# Герб Нідерландської Нової Гвінеї
Герб Нідерландської Нової Гвінеї — один із низки національних символів, обраних папуасським представницьким органом Радою Нової Гвінеї в 1961 році . Проте герб не був зафіксований у жовтневому маніфесті Національного комітету 1961 року, на відміну від прапора та гімну. Дизайн щита включав новий прапор Ранкової зірки. Щит підтримувався двома малими дивоптахами (Paradisaea minor) і оточувався гірляндою з місцевих квітів і сувоєм із девізом «Setia, djudjur, Mesra» (Вірний, Чесний, Ласкавий).